# Metsakivi
Metsakivi är en ort i Estland. Den ligger i kommunen Vara kommun och landskapet Tartumaa, i den sydöstra delen av landet, 170 km sydost om huvudstaden Tallinn. Metsakivi ligger 59 meter över havet och antalet invånare är 125.
Terrängen runt Metsakivi är platt. Runt Metsakivi är det mycket glesbefolkat, med 6 invånare per kvadratkilometer. Närmaste större samhälle är Koosa, 2,9 km sydväst om Metsakivi. I omgivningarna runt Metsakivi växer i huvudsak blandskog.